# Sofie van Zweden (1801-1856)

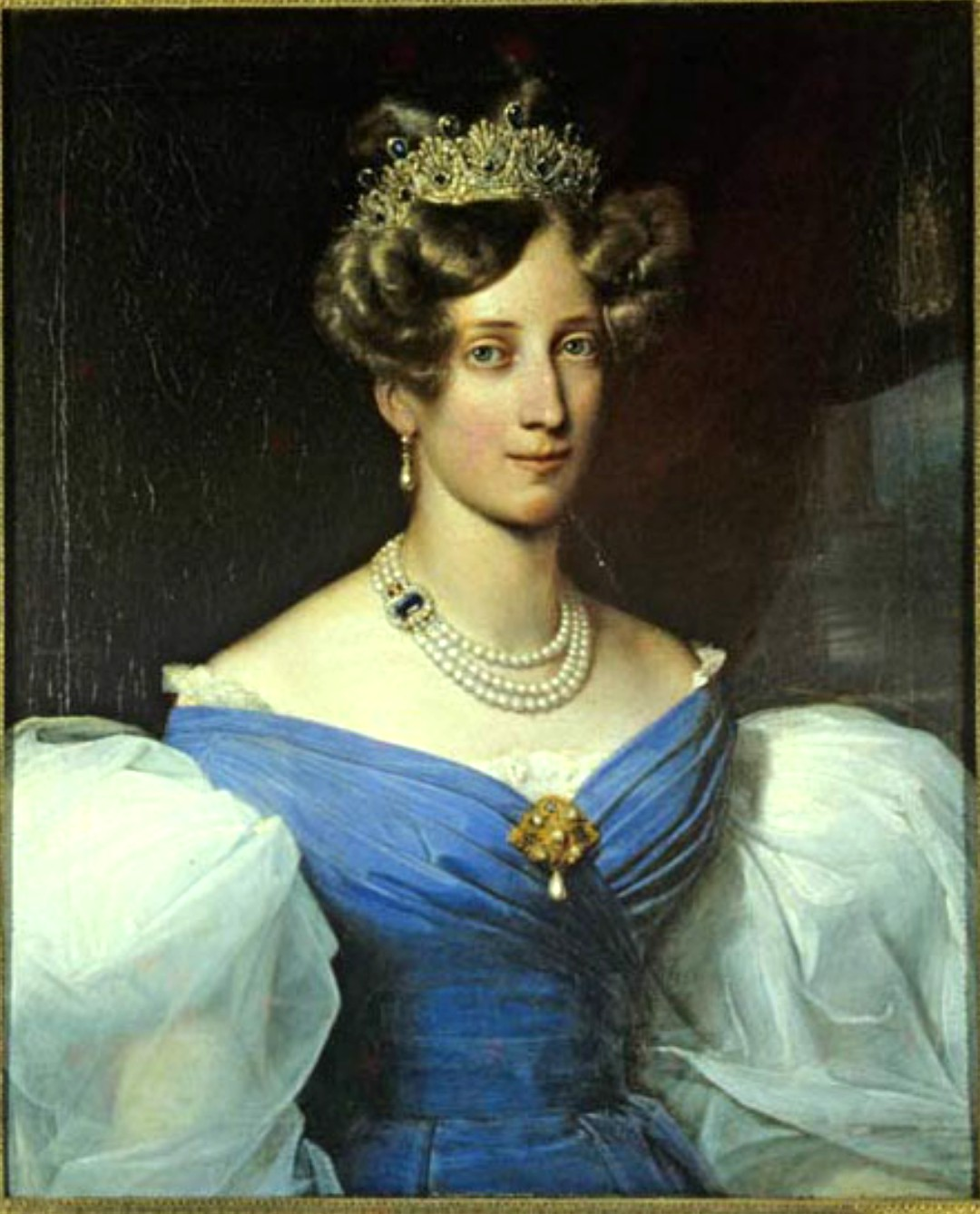
Sophie van Holstein-Gottorp, (schilderij van Franz Xaver Winterhalter)

Sophie Wilhelmina van Zweden, (Stockholm, 21 mei 1801 — Karlsruhe, 6 juli 1865 was een Zweedse prinses uit het huis Sleeswijk-Holstein-Gottorp. 
Zij was een dochter van koning Gustaaf IV Adolf en diens echtgenote Frederika van Baden. Haar vader die, onder meer op religieuze gronden, sterk gekant was tegen Napoleon, werd wegens zijn fanatieke politiek in 1809 afgezet als koning van Zweden. Drie jaar later liet hij zich scheiden van zijn echtgenote. 
Zelf huwde ze in 1819 groothertog Leopold van Baden. Het paar kreeg acht kinderen: 
- Alexandrine Louise Amalia Frederika Elisabeth Sophie (1820-1904), gehuwd met Ernst II van Saksen-Coburg en Gotha
- Lodewijk Karel Frederik Leopold (1822)
- Lodewijk II (1824-1858), groothertog van Baden
- Frederik Willem Lodewijk (1826-1907), groothertog van Baden
- Lodewijk Willem August (1829-1897), Pruisisch generaal
- Karel Frederik Gustaaf Willem Maximiliaan (1832-1906), gehuwd met Rosalie von Beust, dochter van Wilhelm von Beust
- Maria Amalia (1834-1899), gehuwd met Ernst zu Leiningen
- Cecilia Augusta (1839-1891), gehuwd met Michaël Nikolajevitsj van Rusland

Doordat haar kleindochter Victoria van Baden, dochter van Frederik I van Baden, trouwde met koning Gustaaf V van Zweden, werden de oude en de nieuwe dynastie van Zweden herenigd in één figuur toen haar achterkleinzoon Gustaaf VI Adolf van Zweden de troon besteeg.
In 1833 ging het gerucht dat zij opdracht gegeven zou hebben Kaspar Hauser te vermoorden. Tijdens de Maartrevolutie van 1848 werden de Badische heersers uit Karlsruhe verjaagd. Even later keerden ze evenwel terug. 
Sophie werd in de Stadtkirche van Karlsruhe bijgezet. Na de Tweede Wereldoorlog werd haar doodskist overgebracht naar het Groothertogelijk Mausoleum in Karlsruhe.

## Voorouders
| Kwartierstaat van Sofie van Zweden | Kwartierstaat van Sofie van Zweden                                               | Kwartierstaat van Sofie van Zweden                                               | Kwartierstaat van Sofie van Zweden                                               | Kwartierstaat van Sofie van Zweden                                               | Kwartierstaat van Sofie van Zweden                                             | Kwartierstaat van Sofie van Zweden                                             | Kwartierstaat van Sofie van Zweden                                                                  | Kwartierstaat van Sofie van Zweden                                                                  |
| ---------------------------------- | -------------------------------------------------------------------------------- | -------------------------------------------------------------------------------- | -------------------------------------------------------------------------------- | -------------------------------------------------------------------------------- | ------------------------------------------------------------------------------ | ------------------------------------------------------------------------------ | --------------------------------------------------------------------------------------------------- | --------------------------------------------------------------------------------------------------- |
| Overgrootouders                    | Adolf Frederik van Zweden (1710-1771) x Louisa Ulrika van Pruisen (1720-1782)    | Adolf Frederik van Zweden (1710-1771) x Louisa Ulrika van Pruisen (1720-1782)    | Frederik V van Denemarken (1723-1766) x Louise van Hannover (1724-1751)          | Frederik V van Denemarken (1723-1766) x Louise van Hannover (1724-1751)          | Karel Frederik van Baden (1728-1811) x Karoline Luise von Baden (1723-1783)    | Karel Frederik van Baden (1728-1811) x Karoline Luise von Baden (1723-1783)    | Lodewijk IX van Hessen-Darmstadt (1719-1790) ∞ Henriëtte Caroline van Palts-Zweibrücken (1721-1774) | Lodewijk IX van Hessen-Darmstadt (1719-1790) ∞ Henriëtte Caroline van Palts-Zweibrücken (1721-1774) |
| Grootouders                        | Gustaaf III van Zweden (1746-1792) x Sophia Magdalena van Denemarken (1746–1813) | Gustaaf III van Zweden (1746-1792) x Sophia Magdalena van Denemarken (1746–1813) | Gustaaf III van Zweden (1746-1792) x Sophia Magdalena van Denemarken (1746–1813) | Gustaaf III van Zweden (1746-1792) x Sophia Magdalena van Denemarken (1746–1813) | Karel Lodewijk van Baden (1755-1801) x Amalia van Hessen-Darmstadt (1754-1832) | Karel Lodewijk van Baden (1755-1801) x Amalia van Hessen-Darmstadt (1754-1832) | Karel Lodewijk van Baden (1755-1801) x Amalia van Hessen-Darmstadt (1754-1832)                      | Karel Lodewijk van Baden (1755-1801) x Amalia van Hessen-Darmstadt (1754-1832)                      |
| Ouders                             | Gustaaf IV Adolf van Zweden (1778-1837) x Frederika van Baden (1781–1826)        | Gustaaf IV Adolf van Zweden (1778-1837) x Frederika van Baden (1781–1826)        | Gustaaf IV Adolf van Zweden (1778-1837) x Frederika van Baden (1781–1826)        | Gustaaf IV Adolf van Zweden (1778-1837) x Frederika van Baden (1781–1826)        | Gustaaf IV Adolf van Zweden (1778-1837) x Frederika van Baden (1781–1826)      | Gustaaf IV Adolf van Zweden (1778-1837) x Frederika van Baden (1781–1826)      | Gustaaf IV Adolf van Zweden (1778-1837) x Frederika van Baden (1781–1826)                           | Gustaaf IV Adolf van Zweden (1778-1837) x Frederika van Baden (1781–1826)                           |
| Sofie van Zweden (1801-1856)       |                                                                                  |                                                                                  |                                                                                  |                                                                                  |                                                                                |                                                                                | | |